# Molecule Man (computerspel)
Molecule Man is een computerspel dat in 1986 werd uitgegeven door Mastertronic. Het speler moet met Molecule Man 16 circuits verzamelen die zijn verstopt in de uiterste hoeken van een radioactief doolhof. Het spel is Engelstalig en telt 256 schermen. 

## Platforms
| Jaar | Platform                                                 |
| ---- | -------------------------------------------------------- |
| 1986 | Amstrad CPC, Atari 8-bit, Commodore 64, MSX, ZX Spectrum |
| 1987 | Commodore 16 Plus/4                                      |
| 2003 | Linux, Windows                                           |

## Ontvangst
| Beoordeeld door                | Platform | Jaar                 | Score |
| ------------------------------ | -------- | -------------------- | ----- |
| Computer Gamer                 | 1986     | ZX Spectrum          | 85%   |
| Commodore User                 | 1987     | Commodore 16, Plus/4 | 80%   |
| Computer Gamer                 | 1986     | Amstrad CPC          | 70%   |
| Zzap!                          | 1987     | Commodore 16, Plus/4 | 61%   |
| ASM (Aktueller Software Markt) | 1986     | ZX Spectrum          | 52%   |
| ASM (Aktueller Software Markt) | 1986     | Amstrad CPC          | 52%   |
| Computer Gamer                 | 1987     | Commodore 16, Plus/4 | 40%   |